# Microdesmis keayana
Microdesmis keayana är en tvåhjärtbladig växtart som beskrevs av J.Leonard. Microdesmis keayana ingår i släktet Microdesmis och familjen Pandaceae. Inga underarter finns listade i Catalogue of Life.